# Muzej Franza Liszta, Bayreuth
Muzej Franza Liszta v Bayreuthu je posvečen življenju in delu pianista, dirigenta in skladatelja Franza Liszta. Muzej obstaja od leta 1993 in je v hiši, kjer je umrl na Wahnfriedstrasse 9.

## Hiša
Hišo je leta 1877 zgradil Carl Wölfel. Gre za preprosto dvonadstropno hišo v wilhelminskem slogu, zgrajeno iz rdeče opeke in s štirikapno streho. Do vhoda v hišo v medetaži vodi stransko stopnišče. Leta 1945 je hišo močno poškodovala bomba. V začetku 1990-ih je hiša prešla v last mesta Bayreuth. Muzej so odprli 22. oktobra 1993, na 182. rojstni dan Franza Liszta. Muzej je v medetaži nekdanjega Lisztovega stanovanja. Da bi ga uporabili kot muzej, so bile potrebne strukturne spremembe, kot je prebijanje zidov.
Hiša je v neposredni bližini hiše Wahnfried, ki je pripadala njegovemu zetu Richardu Wagnerju.

## Razstava
Leta 1988 je mesto Bayreuth kupilo Lisztovo zbirko münchenskega pianista Ernsta Burgerja, ki je obsegala okoli 300 del, na katerih temelji današnja muzejska zbirka. Arzenal je zdaj dopolnjen s posojili fundacije Richarda Wagnerja. Razstava je v veliki meri zasnovana kronološko. V razstavnih prostorih igra glasba Franza Liszta.
Zbirka vključuje portrete in tridimenzionalne podobe, kot je doprsni kip Antonia Gallija in posmrtna maska, dokumente, rokopise, kot so note, dnevnike ali pisma, in Lisztove osebne predmete, kot je Lisztov klavir. Tukaj je razstavljen tudi klavir Ibach iz dvorane hiše Wahnfried. Originalni Lisztov Stummklavier klavir je v hiši Steingraeber.
V letu 2009 so bili eksponati fotografsko dokumentirani in evidentirani v bazi podatkov. Fotografije slik in tridimenzionalnih predmetov so javno dostopne.
V letu 2020 je načrtovana popolna prenova muzeja.

## Galerija
- Hiša v celoti
- Stranski vhod v hišo in muzej